# IEC 60320

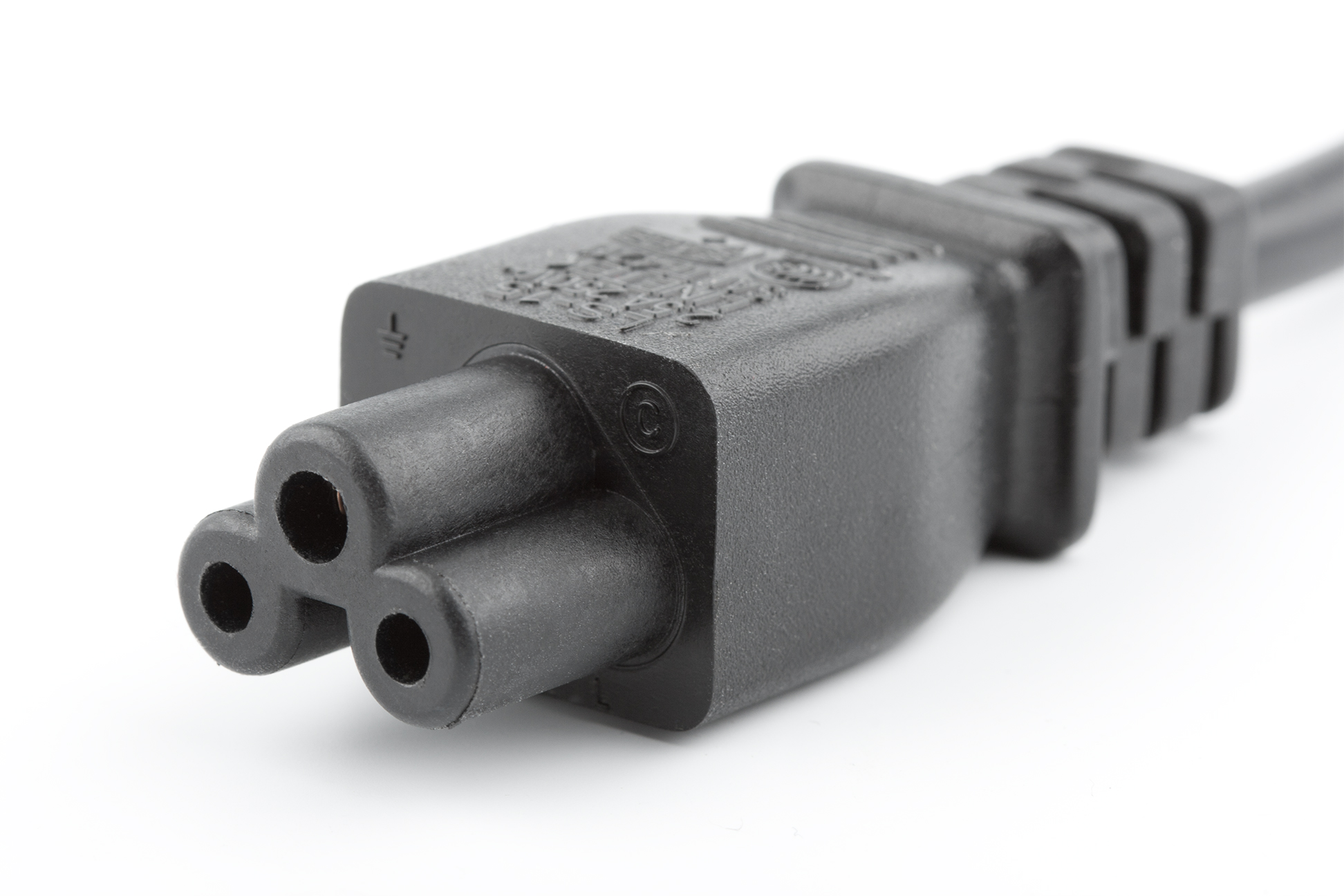
IEC 60320 C5 连接器

IEC 60320 家用和类似用途的电器耦合器是国际电工委员会(IEC)制定的一套标准，规定了用于将電源線连接到电压不超过250V(交流)且电流不超过16A额定值的電器的非锁扣连接器。不同类型的连接器（按形状和尺寸区分）规定了电流、温度和接地不同组合的要求。与IEC 60309连接器不同，本标准没有针对电压进行编码；用户必须确保设备的额定电压与市电兼容。本标准使用术语耦合器（coupler）来涵盖电源线上的连接器以及内置于电器中的电源入口和出口。
第一版IEC 320（后来重新编号为 IEC 60320）于 1970 年出版。

## 术语
器具耦合器（appliance couplers）支持使用标准插座和特定国家/地区的电源线组，这使制造商可以为许多市场生产相同的设备，而只需为特定市场更换电源线组。互连耦合器（interconnection couplers）允许来自一件设备或器具的电源可供其他设备或器具使用。根据这些标准描述的耦合器（couplers）具有标准化的电流和温度额定值。
耦合器的部件在标准中定义如下：
- 连接器（Connector）：“器具耦合器的一部分，用于连接到一根电源线与电源相接”。
- 器具入口插座(appliance inlets)：“器具耦合器的一部分，集成为器具的一部分”
- 插头连接器：“与一根电线集成或旨在连接到一根电线的互连耦合器的一部分”。
- 器具出口插座(applianceoutlets)：“互连耦合器的一部分，它是集成或结合在器具或设备中或打算固定在其上并从中获得电源的部分”。
- 电线组件(cord set)：“由一根电缆或电线组成的组件，配有一个不可拆线插头和一个不可拆线连接器，用于将电器或设备连接到电源”。
- 互连电线组件(interconnection cord set)：“由一根电缆或电线组成的组件，配有一个不可重新接线的插头连接器和一个不可重新接线的连接器，用于两个电器之间的互连”。

不可重新接线（non-rewirable）的插头和连接器通常永久模制在电线上，并且在不切断电线的情况下无法移除或重新接线。
该标准仅针对单个插针和插座触点使用术语“公”和“母”，但在一般情况下，它们也适用于完整的插头和连接器。“连接器”和“器具出口插座”配备插座触点，“器具入口插座”和“插头连接器”配备针式触点。
每种类型的耦合器都由标准表号标识。对于器具耦合器，它由字母“C”后跟一个数字组成，其中器具入口插座的标准表比相应电缆连接器的表高1。即“公头”比“母头”的标准表号高1。
许多类型的耦合器有俗称。最常见的C13和C14被俗称IEC连接器、电脑电源线等。C7、C8连接器俗称“蝶式连接器”。C5、 C6连接器俗称“米老鼠连接器”。C5/C6俗称三叶草连接器或米老鼠连接器。用于高温设备输入的C16插头俗称水壶插头（带有C15连接器的耐高温电线可用于为带有C14插头的计算机供电，但带有低温C13连接器的电线不适用于带有C16插头的高温设备）。

## 器具耦合器
连接器和器具入口的尺寸和公差在标准表中给出，这些尺寸图显示了安全和互换性所需的特性。
| 连接器（母） | 器具入口插座（公） | 图表 | 引脚间距 中心 (mm) | 接地 | 电感保护类别 | 允许 重接线 连接器？ | 最大电流 (A) | 最大引脚温度 (°C) | 极性插头 | 备注和示例使用 |
| ------------ | ------------------ | ---- | ------------------ | ---- | ------------ | -------------------- | ------------ | ----------------- | -------- | --- |
| C1           | C2                 |      | 6.6                | 否   | II           | 否                   | 0.2          | 70                | 否       | 例如，可在许多电动剃须刀上找到。 |
| C3           | C4                 |      | 10                 | 否   | II           |                      | 2.5          | 70                | 是       | 与C5/C6类似的连接器，但带有键脊(key ridge)而不是接地导体，已从标准中撤消。 |
| C5           | C6                 |      | 10 (H) 4.5 (V)     | 是   | I            | 否                   | 2.5          | 70                | 是       | 许多用于笔记本电脑的小型開關模式電源。由于其形状，通常称为“三叶草”或“米老鼠”连接器。 |
| C7           | C8                 |      | 8.6                | 否   | II           | 否                   | 2.5          | 70                | 否       | 家用音频、视频、无线电设备和双重绝缘电源。C8入口深10毫米，C8A和C8B入口深15.5毫米。在英国俗称“数字8”或“无穷大”。 一个类似的极性连接器有一个方形边（见下图的轮廓），但这不是标准的一部分。          |
| C9           | C10                |      | 10                 | 否   | II           | 否                   | 6            | 70                | 否       | 这种耦合器被日本樂蘭株式会社用于合成器和鼓机型号（例如：TR-909、D-50），瑞華士用于其高保真设备的许多旧型号（例如，A76、 A77、A78、B77、B225）。在1980年代和1990年代也大量用于马兰士的高保真设备。 |
| C11          | C12                |      | 10                 | 否   | II           |                      | 10           | 70                | 是       | 类似于C9，在连接器中有一个插槽，已从标准中退出。 |
| C13          | C14                |      | 14 (H) 4 (V)       | 是   | I            | 是                   | 10           | 70                | 是       | 在个人电脑和外围设备上很常见。俗称“电脑电源线”，但使用120V市电的国家/地区的电热水壶需要C15/C16。                                                                                                  |
| C15          | C16                |      | 14 (H) 4 (V)       | 是   | I            | 是                   | 10           | 120               | 是       | 用于高温环境（例如，电热水壶）。也用于提供以太网供电（PoE）的网络设备。 |
| C15A         | C16A               |      | 14 (H) 4 (V)       | 是   | I            | 是                   | 10           | 155               | 是       | 用于极高温度环境，例如某些舞台灯光设备。类似于C15/C16，但顶部变窄以排除C15线连接器。 |
| C17          | C18                |      | 14                 | 否   | II           | 否                   | 10           | 70                | 是       | Xbox One电源。一些吸尘器、持續性正壓呼吸器、音频设备、电视、医疗设备、IBM电选打字机。 |
| C19          | C20                |      | 13 (H) 8 (V)       | 是   | I            | 是                   | 16           | 70                | 是       | 为企业级服务器、 UPS、数据中心机架安装式配电装置和其他消耗过多电流而无法使用C13/C14类型的设备供电。                                                                                               |
| C21          | C22                |      | 13 (H) 8 (V)       | 是   | I            | 是                   | 16           | 155               | 是       | C19/C20的高温变体 |
| C23          | C24                |      | 13                 | 否   | II           | 否                   | 16           | 70                | 是       | C19/C20的未接地变体 |

### C1/C2耦合器
C1耦合器和C2入口通常用于电源供电的电动剃须刀。这些在很大程度上已被带充电电池的无绳剃须刀或带交流适配器的有绳剃须刀所取代。

### C5/C6耦合器
这种耦合器俗称三叶草耦合器或“米老鼠”（因为横截面类似于迪士尼角色的轮廓）。C6入口用于笔记本电脑电源和便携式投影仪，以及一些台式电脑、一些液晶显示器和LG最近推出的液晶电视。

### C7/C8耦合器
由于其横截面形状俗称“8字形”、“无穷大”或“霰弹枪”连接器。这种耦合器通常用于小型磁带录音机、电池/电源供电的收音机、电池充电器、一些全尺寸视听设备、笔记本电脑电源、视频游戏机和类似的二类电感保护设备。
C8B插座类型由双电压电器使用的标准定义；它具有三个引脚，可以将C7连接器固定在两个位置中的任何一个位置，从而允许用户通过选择连接器插入的位置来选择电压。
有一个类似的极性连接器，但不是标准的一部分。称为C7P，它是不对称的，一侧为正方形。非极性C7连接器可插入极性入口插座；但是，如果设备是为极性电源设计的，那么这样做可能存在安全风险。尽管 IEC 60320 没有指定，也不清楚是否存在任何正式的书面标准，但最常见的接线似乎是将方形的一侧连接到中性线，将圆形的一侧连接到火线。 注：第9.5条已添加到 IEC 60320-1:2015，这要求“不得将非标准器具耦合器的一部分与符合IEC 60320任何部分的标准表的器具耦合器互补。”

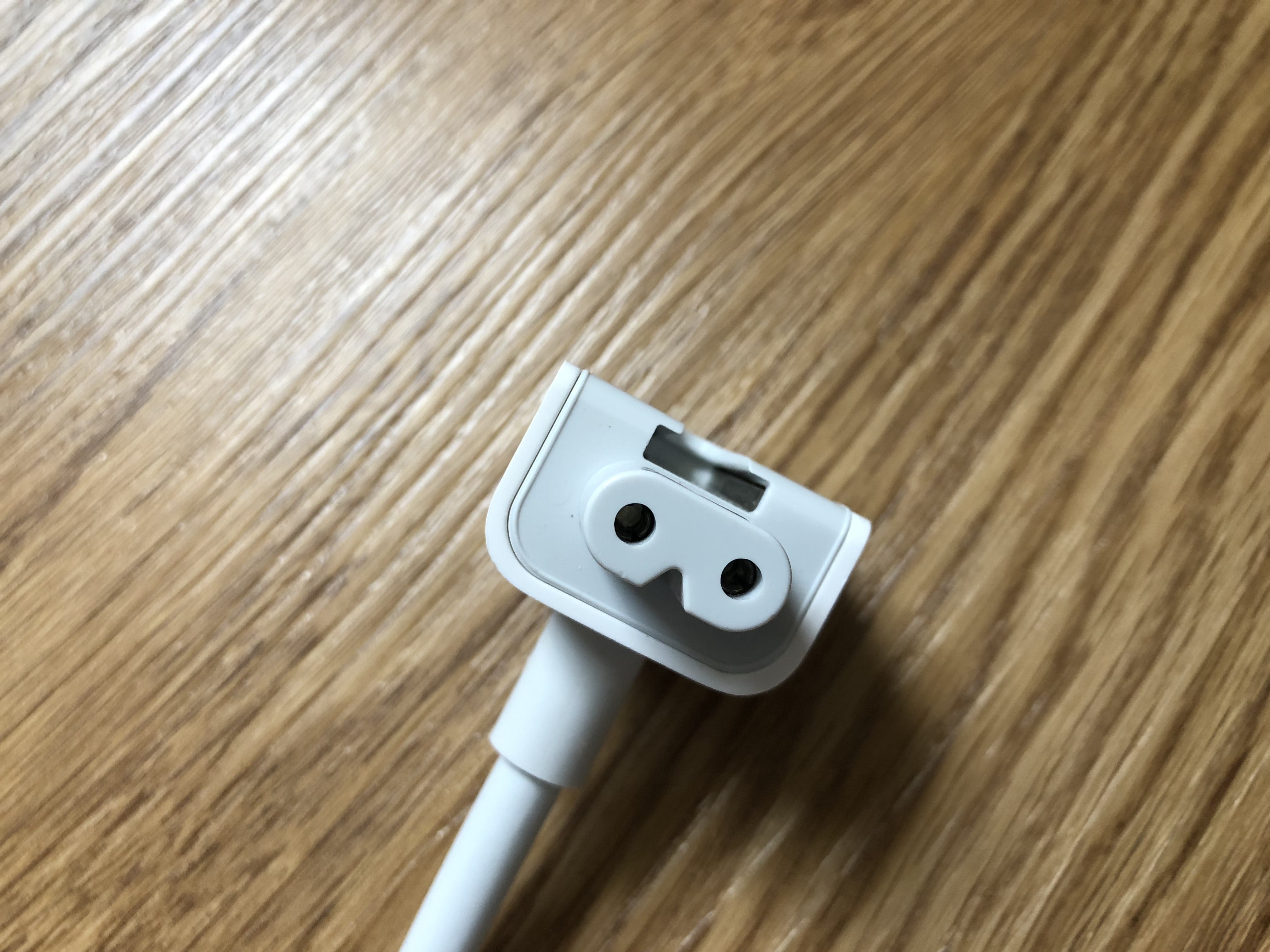
Macbook充电器有线适配器

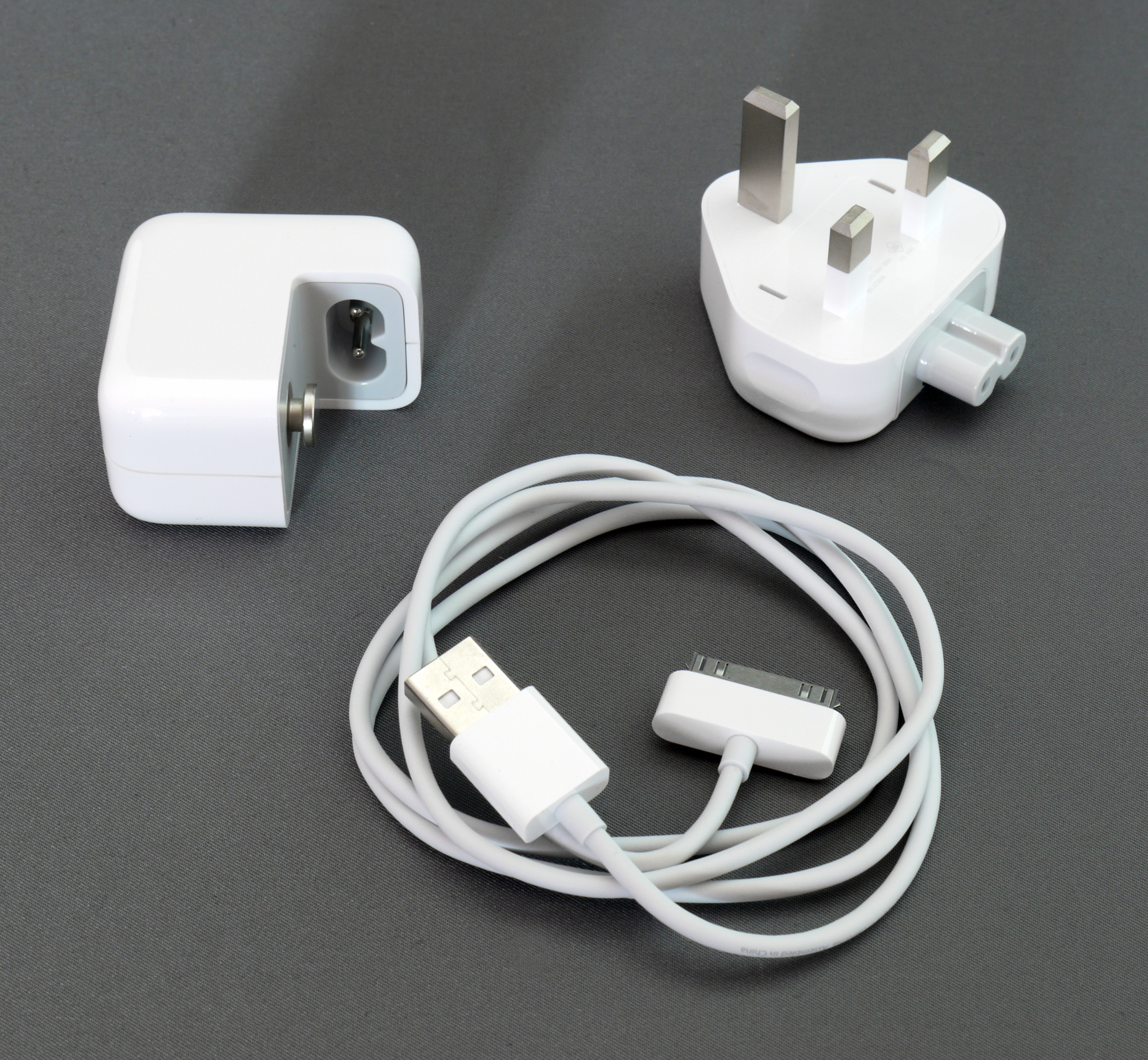
带“鸭嘴”的iPad充电器

Apple使用此连接器的修改版本，其插座具有专有的引脚，可将适配器固定到位并提供接地。大多数 Apple 提供的电缆适配器通过滑入式连接器提供接地，而带角度的交流适配器（“鸭嘴”）不提供接地，带有北美插头。这些电源确实接受标准的 C7 连接器，并且 Apple 支持用于非接地应用。

### C13/C14耦合器
C13/C14 连接器和入口组合用于各种电子设备，从电源、显示器、打印机和其他外围设备等台式计算机组件到视频游戏机、仪表放大器、专业音频设备和几乎所有专业视频设备。一端带有合适的电源插头（适用于使用电器的地方的供电插座），另一端带有C13连接器（连接到电器）的电源线通常称为IEC电源线、电脑电源线。
C13/14连接器的额定温度仅为70 °C：电热水壶、电饭煲等设备需要C15/16连接器, 额定温度为120 °C。
C13连接器和C14入口也常见于服务器、路由器和交换机上。使用C13连接器和E互连插头的电源线组在数据中心中很常见，用于从PDU配电单元）向服务器供电。这些数据中心电源线现在提供多种颜色。彩色电源线用于对安装进行颜色编码。

### C15/C16耦合器
一些电热水壶和类似的产热家用电器（如电饭煲）使用带有 C15连接器的电源线和设备上匹配的C16入口；其额定温度为120 °C而不是C13/C14的70 °C。俗称电饭煲电源线（及插头插座）。
它们在外形上与C13/C14耦合器相似，除了在C16入口处有一个与底相对的脊（防止C13插入），以及在C15连接器中有一个相应的谷（这不会阻止它插入C14）。因此，电热水壶的线可以给电脑供电，但未经改装的电脑电源线不能给电热水壶供电。

#### C15A/C16A耦合器
C15/C16 耦合器的这种改进具有更高的155 °C温度额定值。例如某些舞台灯光设备。

### C17/C18耦合器
类似于C13/C14耦合器，但未接地。C18入口接受 C13连接器，但C14入口不接受C17连接器。带有C13连接器的三线电源线更容易找到，有时会代替两线电源线进行更换。在这种情况下，不会连接地线。
C17/C18 耦合器通常用于音频应用中，其中保持浮动接地以消除接地环路引起的嗡嗡声。其他常见应用包括Xbox 360游戏机的电源，取代了最初使用的C15/C16耦合器。

### C19/C20耦合器
接地，16A，极性插针。该耦合器用于在需要更高电流的IT应用中供电，例如大功率工作站和服务器、不间断电源的电源、某些配电单元的电源、大型网络路由器、交换机、刀片机架等类似设备设备。这种连接器也可以在高电流医疗设备上找到。它是矩形的，并且具有平行于耦合器面的长轴的销。

### 撤销的标准表
C3、C4、C11 和 C12 标准表不再在标准中列出。

### 其他标准表
标准表C25显示了固定装置的尺寸。表C26显示了柱式端子的详细尺寸，其中螺钉的末端直接或通过压板支撑在电线上。表27显示了螺钉端子的详细信息，其中通过将电线缠绕在螺钉头上来固定电线。

## 互连耦合器
互连耦合器类似于器具耦合器，但器具出口插座内置于一件设备中，而插头连接器则连接到一根电线上。它们由字母而非数字标识，其中一个字母标识插头连接器，字母顺序的下一个字母标识匹配的器具出口插座。例如，E 插头适合 F 插座。
| 插头连接器 | 器具出口插座 | 图表 | 引脚间距 中心 (mm) | 接地 | 电感保护类别 | 允许 重接线 连接器？ | 最大电流 (A) | 最大引脚温度 (°C)                            | 备注和示例使用 |
| ---------- | ------------ | ---- | ------------------ | ---- | ------------ | -------------------- | ------------ | -------------------------------------------- | -------------- |
| A          | B            |      | 10 (H) 4.5 (V)     | 是   | I            | 否                   | 2.5          | 由于其形状，俗称“三叶草”或“米老鼠”连接器。   |                |
| C          | D            |      | 8.6                | 否   | II           | 否                   | 2.5          | 俗称“8字形”。                                |                |
| E          | F            |      | 14 (H) 4 (V)       | 是   | I            | 是                   | 10           | 最为常见。用于台式计算机、显示器供电。       |                |
| G          | H            |      | 14                 | 否   | II           | 否                   | 10           | E/F的未接地变体                              |                |
| I          | J            |      | 13 (H) 8 (V)       | 是   | I            | 是                   | 16           | 常见于企业级服务器和数据中心机架式配电单元。 |                |
| K          | L            |      | 13                 | 否   | II           | 是                   | 16           | I/J 的未接地变体                             |                |

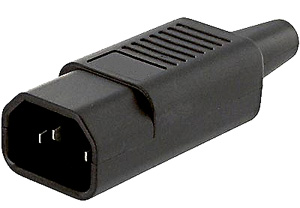
符合 IEC 60320-2-2的E型插头连接器
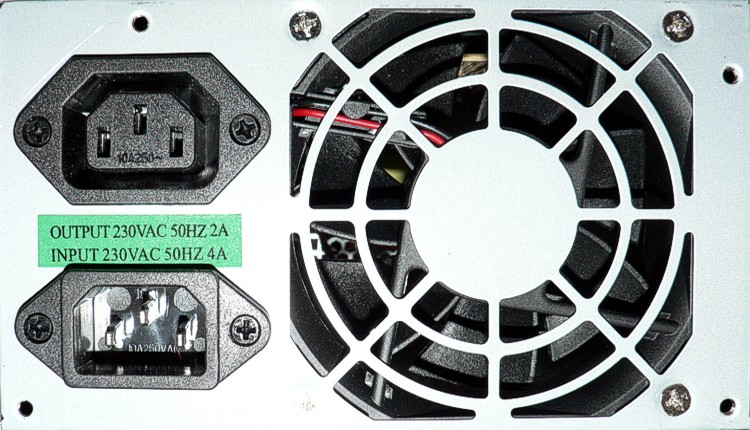
一些台式电脑同时提供C14入口（下方）和为显示器供电的F型出口（上方）
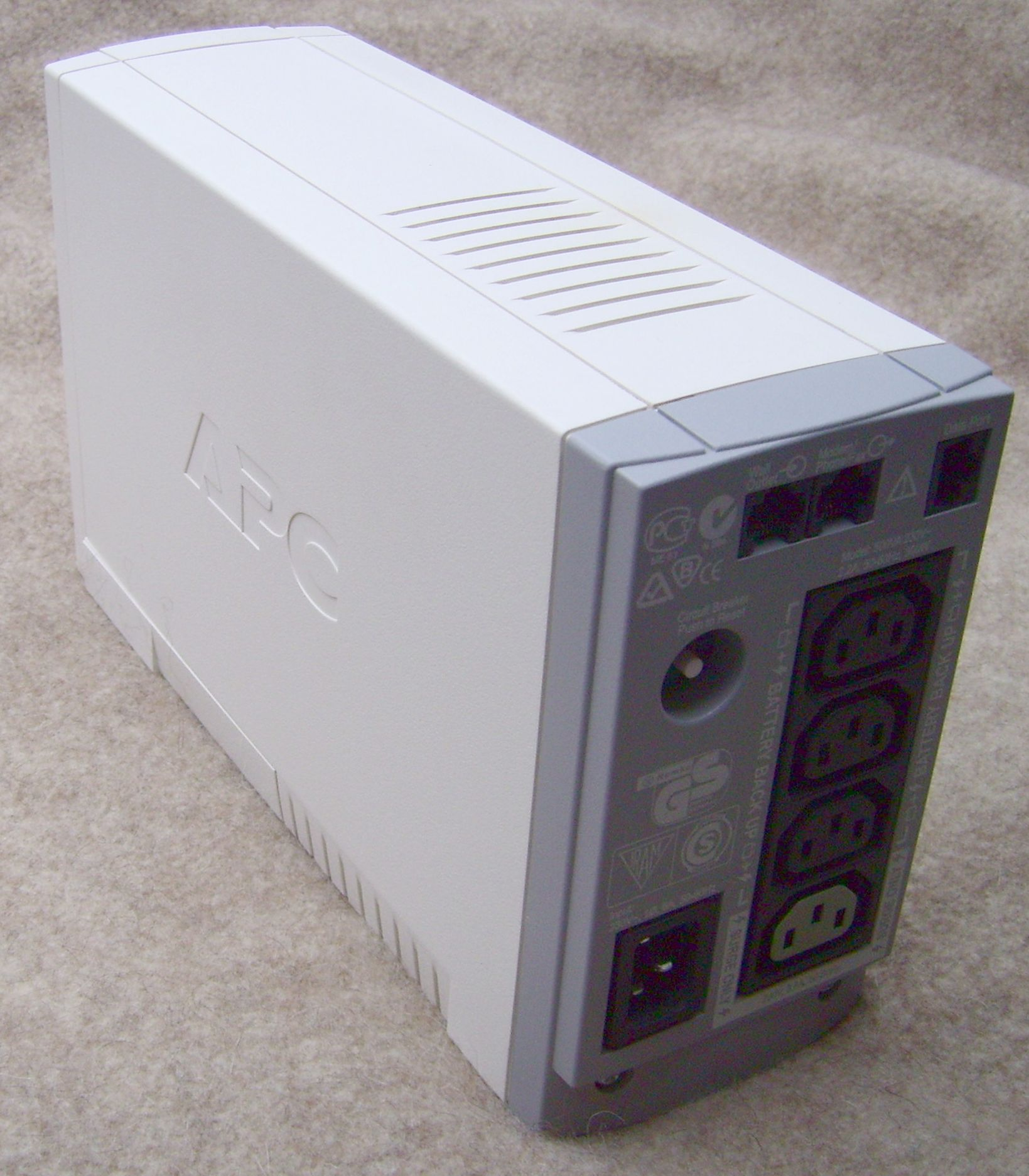
带C14入口（左下）和四个F型出口（右）的不间断电源

一端带有C13连接器而另一端带有E型插头连接器的电缆很常见。它们有多种常见用途，例如在PC和显示器之间连接电源、延长现有电源线、连接到F型插座板（通常与机架安装装置一起使用以节省空间和实现国际标准化）以及将计算机设备连接到不间断电源(UPS)的输出。J型插座的使用方式类似。